# Beringer (Abt von St. Blasien)
Beringer (auch Beringerus; * in Höchenschwand; † 974 in St. Blasien) war ab 934 Prior und von 946 bis 974  Abt im Kloster St. Blasien im Südschwarzwald.
Nach Beringers Tod ist bis 1045 kein Abt überliefert. Nach ihm wählten die Brüder Yzo, der nicht konfirmiert und schließlich abgesetzt wurde und um 994 starb. Darauf folgten Wernherus, Sigefrido († 1021) und Beringerus II. († 29. März 1045), die jedoch nicht als Äbte gezählt werden, da sie vermutlich nur Priore waren.